# 여울초등학교 (세종)
여울초등학교는 대한민국 세종특별자치시에 있는 공립 초등학교이다.

## 연혁
- 2017년 3월 1일 : 6학급 편성
- 2017년 3월 2일 : 시업식
- 2017년 3월 3일 : 제1회입학식(25명 입학)
- 2017년 3월 6일 : 11학급 편성(특수학급 1학급 포함)
- 2017년 3월 16일 : 12학급 편성(특수학급 1학급포함)
- 2017년 9월 1일 : 16학급 편성(특수학급 1학급포함)
- 2018년 1월 12일 : 제1회 졸업식 (여자 : 16명, 남자 : 9명)
- 2018년 3월 1일 : 23학급 편성(특수학급 1학급포함)